# Dimaquer
Dimaquer (en plural dimaquers, del llatí dimacheri) era el nom que es donava a un tipus de gladiador que lluitava amb dues espases.
Els esmenta entra d'altres Artemidor Aristòfan. També es donava aquest nom a alguns gladiadors que combatien a cavall, encara que normalment eren anomenats gladiadors equites (equites per cavall i no per classe social).